# Rhynchomys soricoides
Espèce
Statut de conservation UICN

 NT  : Quasi menacé
Rhynchomys soricoides est une espèce de rongeur de la famille des Muridae, endémique des Philippines.

## Taxonomie
L'espèce est décrite pour la première fois par le naturaliste américain Oldfield Thomas en 1895.

## Distribution

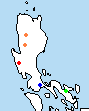
Répartition des espèces du genre Rhynchomys
sur l'île de Luçon aux Philippines :
R. soricoides
R. tapulao
R. banahao
R. isarogensis

L'espèce est endémique de l'île de Luçon aux Philippines, sur le mont Data (province de Benguet), et dans les forêts montagneuses de 1 600 à 2 150 mètres d'altitude à Balbalasang (province de Kalinga).

## Menaces
L'Union internationale pour la conservation de la nature la distingue comme « Espèce quasi menacée (NT) » sur sa liste rouge.